# دبی بون

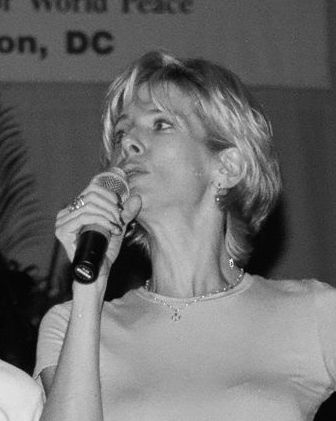
دبی بون در سال ۱۹۷۷

دبی بون (انگلیسی: Debby Boone؛ زادهٔ ۲۲ سپتامبر ۱۹۵۶) یک موسیقی‌دان اهل ایالات متحده آمریکا است.
 وی از سال ۱۹۷۱ میلادی تاکنون مشغول فعالیت بوده‌است.